# Debelo Brdo (Udbina)
Debelo Brdo is een plaats in de gemeente Udbina in de Kroatische provincie Lika-Senj. De plaats telt 81 inwoners (2001).